# Germán de Brandeburgo-Salzwedel
Germán de Brandeburgo-Salzwedel, también conocido como Germán el Alto (h. 1275-1 de febrero de 1308), un miembro de la Casa de Ascania, fue Margrave de Brandeburgo y co-regente de Brandeburgo con su primo el margrave Otón IV de Brandeburgo-Stendal. 

## Biografía
Germán era el hijo del margrave Otón V de Brandeburgo-Salzwedel y su esposa Judit, hija del conde franconio Germán I de Henneberg. En 1299, sucedió a su padre como co-regente de Brandeburgo, que gobernó conjuntamente con su primo Otón IV. Después de la muerte del duque piasta Bolko I de Jawor, ejerció la tutela sobre los hijos de Bolko.
En 1308, estalló la guerra entre Brandeburgo y el ducado de Mecklemburgo, la llamada Guerra del margrave del norte de Alemania. Germán y Otón invadieron Mecklemburgo y Germán murió durante el asedio de Lübz. Fue enterrado en la abadía de Lehnin.

## Matrimonio y descendencia
En 1295 se casó con Ana de Austria (1280-1327), la hija del difunto rey habsburgo Alberto I de Alemania. Tuvieron cuatro hijos:
- Juta (1301-1353), heredera de Coburgo, se casó con el conde Enrique VIII de Henneberg (m. 1347)
- Juan V (1302-1317), su sucesor
- Matilde (m. 1323), heredera de Baja Lusacia, se casó con el duque Enrique IV "el Leal" de Glogau (m. 1342)
- Inés (1297-1334), heredera de la Altmark, se casó con Valdemar, margrave de Brandeburgo (1281-1381). En 1319, se casó con su segundo esposo, el duque Otón de Brunswick-Luneburgo, príncipe de Gotinga (1290-1344).